# Lasioglossum viridiscitum
Lasioglossum viridiscitum är en biart som först beskrevs av Cockerell 1911.  Lasioglossum viridiscitum ingår i släktet smalbin, och familjen vägbin. Inga underarter finns listade i Catalogue of Life.